# Hangasjärvi (sjö i Enontekis, Lappland)
Hangasjärvi är en sjö i kommunen Enontekis i landskapet Lappland i Finland. Arean är 47 hektar och strandlinjen är 2,83 kilometer lång. Sjön  ingår i Torne älvs huvudavrinningsområde.   Den ligger omkring 210 kilometer norr om Rovaniemi och omkring 890 kilometer norr om Helsingfors. 